# Lo Coniller
Lo Coniller és una serra situada al municipi de Benifallet a la comarca del Baix Ebre, amb una elevació màxima de 130 metres.